# Sandra Bienek
Sandra Bienek (* 5. März 1979) ist eine Schweizer Politikerin (GLP). Die diplomierte Künstlerin und Juristin ist seit 2022 Mitglied des Zürcher Kantonsrats.

## Leben
Sandra Bienek wuchs in Zürich auf. Sie schloss ein Kunststudium an der Hochschule für Gestaltung und Kunst (heute: Zürcher Hochschule der Künste) und ein Studium der Rechtswissenschaft an der Universität Zürich ab. Als Juristin arbeitet sie für die MIRSAH, die Beratungsstelle für Migrations- und Integrationsrecht des Schweizerischen Arbeiterhilfswerks (SAH). Zudem wirkt sie als Vorstandsmitglied der Frauenzentrale Zürich. Sie ist Mutter zweier Töchter und lebt im Kreis 5 der Stadt Zürich.

## Politik
Sandra Bienek ist seit 2019 Vorstandsmitglied und seit 2021 Co-Präsidentin der GLP der Zürcher Stadtkreise 4 und 5. Von 2022 bis 2023 war sie Gemeinderätin der Stadt Zürich. Im Februar 2022 trat sie die Nachfolge eines zurücktretenden Parteikollegen im Zürcher Kantonsrat an; 2023 wurde sie als Kantonsrätin wieder gewählt. Sie ist Mitglied der Justizkommission.